# Romano Fafard
 (juin 2022).
Si vous disposez d'ouvrages ou d'articles de référence ou si vous connaissez des sites web de qualité traitant du thème abordé ici, merci de compléter l'article en donnant les références utiles à sa vérifiabilité et en les liant à la section « Notes et références ».
Le Romano Fafard (VE-450) est un vaisseau spatial fictif dans la série télévisée québécoise Dans une galaxie près de chez vous, lancé le 28 octobre 2034 depuis le centre spatial de Rawdon. Il est sous le commandement du capitaine Charles Patenaude à partir du 28 octobre 2034. La mission de son équipage est de trouver une planète habitable pour déménager six milliards de Tatas.

## Construction
Il s'agit de vaisseau intergalactique, modèle 2033, construit aux usines Bombardier en 2033 et comptant 48 pièces et demie. Le principal fabricant est Spitfire Corporation (72 types de pièces). La carlingue est une réalisation de Fuselex Incorporated et les hublots de Jean-Paul Robidoux Et Son Épouse.

## Description
Le nom du vaisseau est celui du capitaine Romano Fafard, celui-ci devait être le capitaine du vaisseau pour la mission mais il mourut avant le lancement de cette dernière et fut remplacé par le capitaine Charles Patenaude. Romano Fafard fait une apparition en tant que fantôme dans l'épisode Le spectre, 12e épisode de la série, dans la deuxième saison.
Le code d'arrêt d'urgence de toutes les manœuvres du vaisseau est le 514-555-2525, c'est le même numéro de téléphone que chez Pizza DaTony. Le code fut utilisé dans l'épisode Le virus pour arrêter la manœuvre d'autodestruction. Dans le film, l'arrêt de la manœuvre d'autodestruction est un bouton à côté de l'activation du lave-vaisselle. L'autodestruction et son arrêt peuvent être activés à distance par un ordinateur comme l'a fait Brad dans Dans une galaxie près de chez vous : Le Film. Tous les membres de l'équipage doivent le savoir car le code est demandé dans l'examen d'aérospatiale à la question 8. 
Dans l'adaptation cinématographique Dans une galaxie près de chez vous: Le Film, il est expliqué que le vaisseau a été nommé ainsi par le professeur astronome Ricardo Chouinard, qui a aussi donné le nom de Roberto Ménard a un autre vaisseau terrien à qui on attribua la mission du Romano Fafard lorsque les terriens croyaient celui-ci disparu.
Dans la deuxième adaptation cinématographique, après avoir visité 265 000 planètes, l'équipage abandonne le vaisseau en 2040 puisqu'il ne reste aucune planète habitable.

## Influence culturelle
La communauté québécoise de Reddit a notamment représenté le Romano Fafard dans son espace lors de l'édition 2023 de l'œuvre collaborative r/place.